# Zuigschijfvleermuizen
Zuigschijfvleermuizen (familie Myzopodidae; geslacht Myzopoda) zijn een kleine groep vleermuizen uit Madagaskar. Ze worden traditioneel als verwanten van de verder Amerikaanse "Nataloidea" gezien, maar genetisch onderzoek geeft aan dat de familie een zeer oude groep is die verwant is aan een klade van de Amerikaanse plooilipvleermuizen, hazenlipvleermuizen, hechtschijfvleermuizen, trechteroorvleermuizen en bladneusvleermuizen van de Nieuwe Wereld en de Nieuw-Zeelandse vleermuizen. Fossielen van Myzopoda zijn bekend van het Pleistoceen van Oost-Afrika. De zuigschijfvleermuizen werden altijd als een monotypische familie gezien, met de zuigschijfvleermuis (Myzopoda aurita) als enige soort, tot in 2007 een tweede soort werd beschreven, Myzopoda schliemanni. Net als een aantal andere groepen hadden de zuigschijfvleermuizen dus aparte soorten gevormd in het westen (schliemanni) en oosten (aurita) van Madagaskar. Deze familie wordt gekenmerkt door de zuignappen op de duim en de voeten.